# Nagarakembang
Nagarakembang is een bestuurslaag in het regentschap Majalengka van de provincie West-Java, Indonesië. Nagarakembang telt 2486 inwoners (volkstelling 2010).